# Guerra Anglo-Powhatan
As Guerras Anglo-Powhatan foram três guerras travadas entre colonos da Colônia da Virgínia e o povo Powhatan de Tsenacommacah no início do século 17. A primeira guerra começou em 1609 e terminou em um acordo de paz em 1614. A segunda guerra durou de 1622 a 1632. A terceira guerra durou de 1644 a 1646 e terminou quando Opechancanough foi capturado e morto. Essa guerra resultou em uma fronteira definida entre os índios e as terras coloniais que só poderiam ser cruzadas para negócios oficiais com um passe especial. Essa situação durou até 1677 e o Tratado de Middle Plantation, que estabeleceu reservas indígenas após a Rebelião de Bacon.